# 乔什·米切尔
祖舒·米曹（Josh Mitchell，1984年6月8日—），生於澳洲紐卡素，澳洲足球運動員，司職中堅。

## 球會生涯
米曹生於澳洲新南威爾斯州紐卡素，小時候在澳洲參與板球及籃球賽事各一個賽季，年少時由於米曹父親與及身邊的朋友都愛踢足球，令他自然成為足球愛好者，於2001年加盟澳州全國超級聯賽球隊中央海岸閃電，直至2002年轉投澳洲職業聯賽球隊紐卡素噴射機，展開始職業足球生涯，2005年7月獲得了外流的機會，轉會到羅馬尼亞乙組聯賽球隊CS卡拉奧華大學，米曹在2005/06賽季出場26次幫助球隊贏得一次聯賽冠軍助球隊升班，2010年4月15日，米曹加盟澳洲職業足球聯賽球隊珀斯光輝，協助球隊打進季後賽，只是在決賽不敵布里斯班獅吼。2012年6月28日，米曹與家鄉球隊紐卡素噴射機簽約兩年，於2014年6月25日轉投中超球隊遼寧宏運，效力一年間為該隊上陣逾2000分鐘。2016年5月19日，米曹隨東方跟操一週，更獲球隊報上國際七人賽的名單，將在本週的國際七人足球賽上陣以在賽事考察該球員。2016年7月7日，東方宣佈簽入米曹，2017年1月23日，東方龍獅宣佈米曹入選出戰亞冠盃分組賽的外援名單，他於2017年2月9日東方龍獅主場以6–1擊敗R&F富力的聯賽取得加盟後的首個入球。

## 球場以外
米曹效力CS卡拉奧華大學時每逢假期與休季他不但會到該國首都布加勒斯特遊玩，休季的兩至三周更會遊遍歐洲，熱愛遊歷的米曹在球季期間也不忘將旅遊這個嗜好化為事業，由於好多人未必能花大錢去旅行，也欠經驗去安排價廉物美的航班、住宿，所以米曹將自身經驗公諸同好，讓同好能玩得更精明，在開設關於其球員生活的個人網站外，也與妻子創辦了一個旅遊網站（Optimisetravel （页面存档备份，存于））和一個健康網站（Sleephealthenergy （页面存档备份，存于））分享心得。

## 外部連結
- 香港足球總會網頁球員註冊資料 （页面存档备份，存于）